# Roman (cetățean)

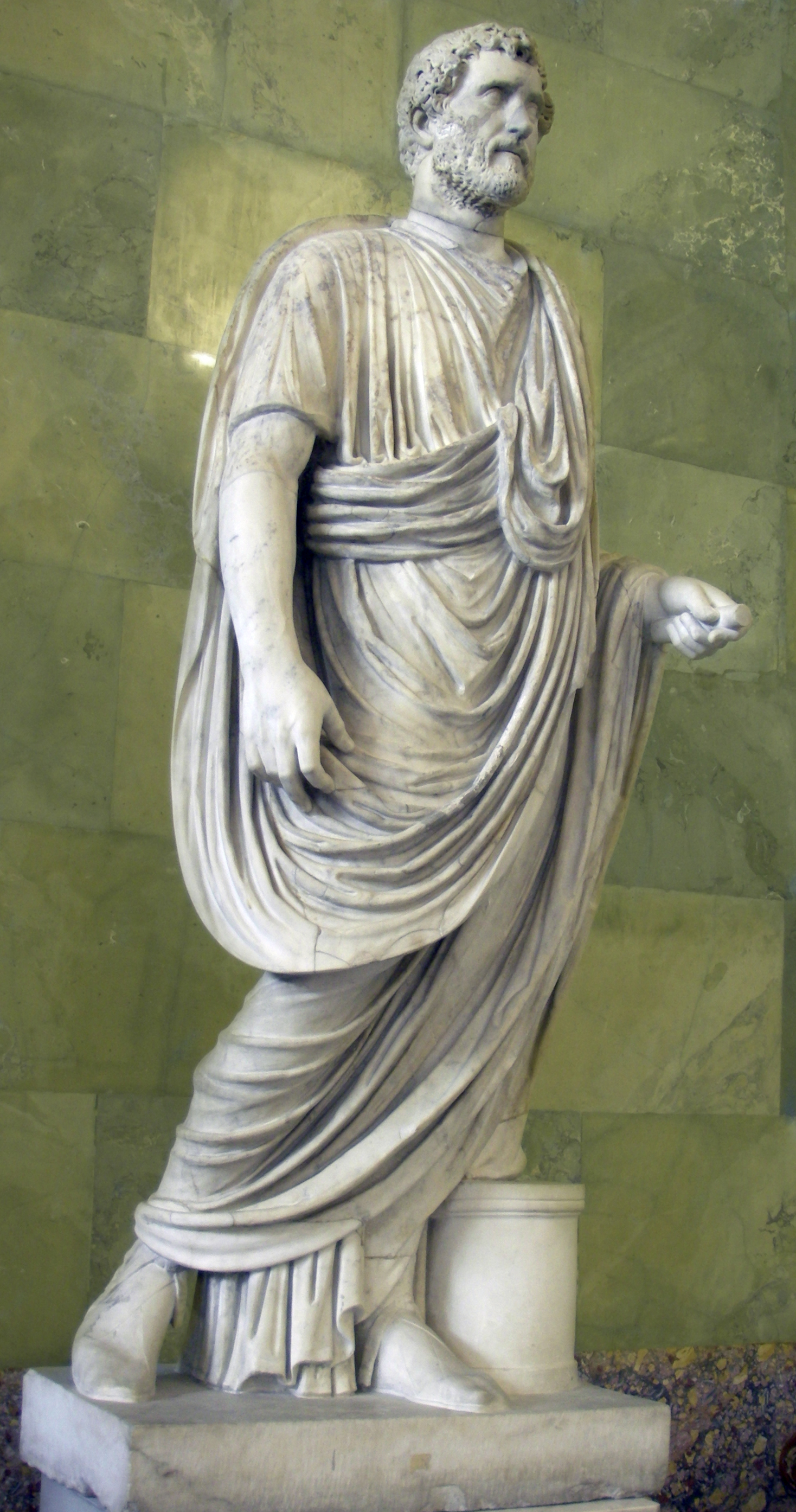
Toga era însemnul purtat de cetățenii romani; cei ce nu erau cetățeni nu aveau dreptul de a o purta.

Cetățenia în Roma antică reprezenta un statut social privilegiat în raport cu legea, dreptul la proprietate și guvernare, acordat doar unor persoane.
- Un cetățean roman se bucura de toate beneficiile ce derivau din statutul său, inclusiv de protecția statului. El putea fi privat de cetățenie doar în situații excepționale. Titlul de cetățean se acorda bărbaților; femeile, deși aveau un statut social respectat, nu aveau drept de vot și de a deține funcții publice.

Cei care nu dețineau cetățenie erau provincialii (cei ce locuiau în teritorii cucerite de Roma), socii (cetățeni ai unor state aliate sau supuse) care aveau drepturi limitate și sclavii (considerați obiect al proprietății).

## Vezi și
- Greci bizantini